# Jack Horsley
Jackson „Jack“ Stewart Horsley (* 25. September 1951 in Salt Lake City, Utah) ist ein ehemaliger Schwimmer aus den Vereinigten Staaten. Er gewann eine olympische Bronzemedaille.

## Karriere
Der 1,83 m große Jack Horsley schwamm während seiner High-School-Zeit für den Red Shield Triton Swim Club in Seattle. 1968 gewann er im 200-Meter-Rückenschwimmen den Meistertitel der Amateur Athletic Union und qualifizierte sich für die Olympiateilnahme. Bei den Olympischen Spielen 1968 in Mexiko-Stadt war er der Drittschnellste in den Vorläufen über 200 Meter Rücken. Im Finale gewann Roland Matthes aus der DDR mit einer Sekunde Vorsprung vor Mitchell Ivey, der seinerseits drei Zehntelsekunden Vorsprung auf seinen Landsmann Jack Horsley hatte.
Horsley graduierte an der Indiana University und studierte dann Medizin an der University of Cincinnati. Er war später Direktor des Gesundheitsprogramms für die Studierenden der Central Washington University.